# Municipio de Troy (condado de Richland)
El municipio de Troy (en inglés, Troy Township) es una subdivisión administrativa del condado de Richland, Ohio, Estados Unidos. Según el censo de 2020, tiene una población de 7116 habitantes.

## Geografía
Está ubicado en las coordenadas 40°41′5″N 82°36′57″O / 40.68472, -82.61583. Según la Oficina del Censo de los Estados Unidos, tiene una superficie total de 60,92 km², de la cual 57,49 km² corresponden a tierra firme y 3,43 km² es agua.

## Demografía
Según el censo de 2020, hay 7116 personas residiendo en la zona. La densidad de población es de 123,78 hab./km². El 92,48 % son blancos, el 1,42 % son afroamericanos, el 0,14 % son amerindios, el 0,86 % son asiáticos, el 0,06 % son isleños del Pacífico, el 0,55 % son de otras razas y el 4,50 % son de una mezcla de razas. Del total de la población, el 1,60 % son hispanos o latinos de cualquier raza.

## Gobierno
El municipio está gobernado por una junta de administradores (en inglés, trustees) de tres miembros, que se eligen en noviembre de los años impares por un período de cuatro años, que comienza el 1 de enero siguiente. Dos son elegidos en el año posterior a las elecciones presidenciales y uno es elegido en el año anterior. También hay un funcionario fiscal electo del municipio, que cumple un mandato de cuatro años a partir del 1 de abril del año posterior a la elección, que se lleva a cabo en noviembre del año anterior a la elección presidencial. Las vacantes en la oficina fiscal o en la junta de administradores son cubiertas por los administradores restantes.